# Алёшино (сельское поселение)
Се́льское поселе́ние Алёшино (карел. Ol’oššovan kyläkunda) — упразднённое муниципальное образование в Рамешковском районе Тверской области Российской Федерации.
Административный центр — деревня Алёшино.
Законом Тверской области от 5 апреля 2021 года № 18-ЗО к 17 апреля 2021 года было упразднено в связи с преобразованием Рамешковского муниципального района в муниципальный округ.

## Географические данные
- Общая площадь: 302,2 км²
- Нахождение: центральная часть Рамешковского района
  - Граничило:
    - на севере — с Бежецким районом, Житищенское СП
    - на востоке — с СП Киверичи
    - на юго-востоке — с СП Ильгощи
    - на юге — с СП Ведное
    - на юго-западе — с СП Застолбье
    - на западе — с СП Некрасово
    - на северо-западе — с СП Заклинье

Территория поселения находилась на южном склоне возвышенности Бежецкий Верх (Моркины Горы). Южная часть — долина реки Медведицы. С севера на юг поселение пересекала река Ивица.

## История
В XIII—XIV вв. территория поселения входила в Каменский стан Бежецкого Верха Новгородской земли.
В 1393 году присоединена к Великому княжеству Московскому. В XVI—XVII вв., когда в результате «мора и разорения» эти земли опустели, на земли Каменского Стана началось переселение православных карел с Карельского перешейка (отходившего к Швеции). Карельские деревни относились к «Великого Государя дворцовой карельской волости Ивицкой нижней половины» Каменского стана.
- После реформ Петра I территория поселения входила:
  - в 1708—1727 гг. в Санкт-Петербургскую (Ингерманляндскую 1708—1710 гг.) губернию, Углицкую провинцию,
  - в 1727—1775 гг. в Московскую губернию, Углицкую провинцию,
    - в 1766 г. Бежецкий Верх переименован в Бежецкий уезд,

  - в 1775—1796 гг. в Тверское наместничество, Бежецкий уезд,
  - в 1796—1929 гг. в Тверскую губернию, Бежецкий уезд,
  - в 1929—1935 гг. в Московскую область, Рамешковский район,
  - в 1935—1990 гг. в Калининскую область, Рамешковский район,
    - в 1937—1939 гг. в Калининскую область, Карельский национальный округ,

  - с 1990 в Тверскую область, Рамешковский район.

В XIX — начале XX века большинство деревень поселения относились к Алёшинской волости Бежецкого уезда. На западе часть территории поселения входила в Селищенскую волость, на северо-западе — в Заклинскую волость Бежецкого уезда. В 1918 году образована Диевская волость. В 1920-е — 30-е годы были образованы сельсоветы. В 1931 г. их было 15. Затем проходило постоянное укрупнение сельсоветов. В 1962 г. их осталось 3: Алёшинский, Диевский и Пустораменский сельсоветы, которые в 1994 г. преобразованы в соответствующие сельские округа.
Образовано в 2005 году, включило в себя территории Алёшинского, Диевского и Пустораменского сельских округов.

## Население
| 1859  | 2002  | 2005  | 2008  | 2010  | 2011  | 2012  |
| ----- | ----- | ----- | ----- | ----- | ----- | ----- |
| 6354  | ↘1296 | ↘1245 | ↘1167 | ↗1274 | ↘1263 | ↗1320 |
| 2013  | 2014  | 2015  | 2016  | 2017  | 2018  | 2019  |
| ↘1303 | ↗1318 | ↘1275 | ↗1289 | ↘1279 | ↘1253 | ↘1212 |
| 2020  | 2021  |       |       |       |       |       |
| ↗1224 | ↘1216 |       |       |       |       |       |

По переписи 2002 года — 1296 человек (638 в Алёшинском, 292 в Диевском и 366 в Пустораменском сельском округе), на 01.01.2008 — 1167 человек.
В 1859 году население деревень, ныне входящих в поселение, — 6354 чел. Максимальной численности население достигло перед Великой Отечественной войной — более 10 тыс.чел. На войне 1941—1945 гг. погибли 1105 жителей деревень поселения. 

Национальный состав: русские и карелы. По переписи 1989 года 1288 русских и 1130 карел.

## Состав сельского поселения
В 1859 на нынешней территории поселения насчитывалось 50 населённых пунктов. До нашего времени «дожили» 40 из них, 10 деревень исчезли. После столыпинской аграрной реформы возникли многочисленные хутора. В 1931 году их было 61. Большинство из них ликвидированы к 1940 г. Остальные стали деревнями, из которых 6 существуют до сих пор.
На территории поселения находились следующие населённые пункты:

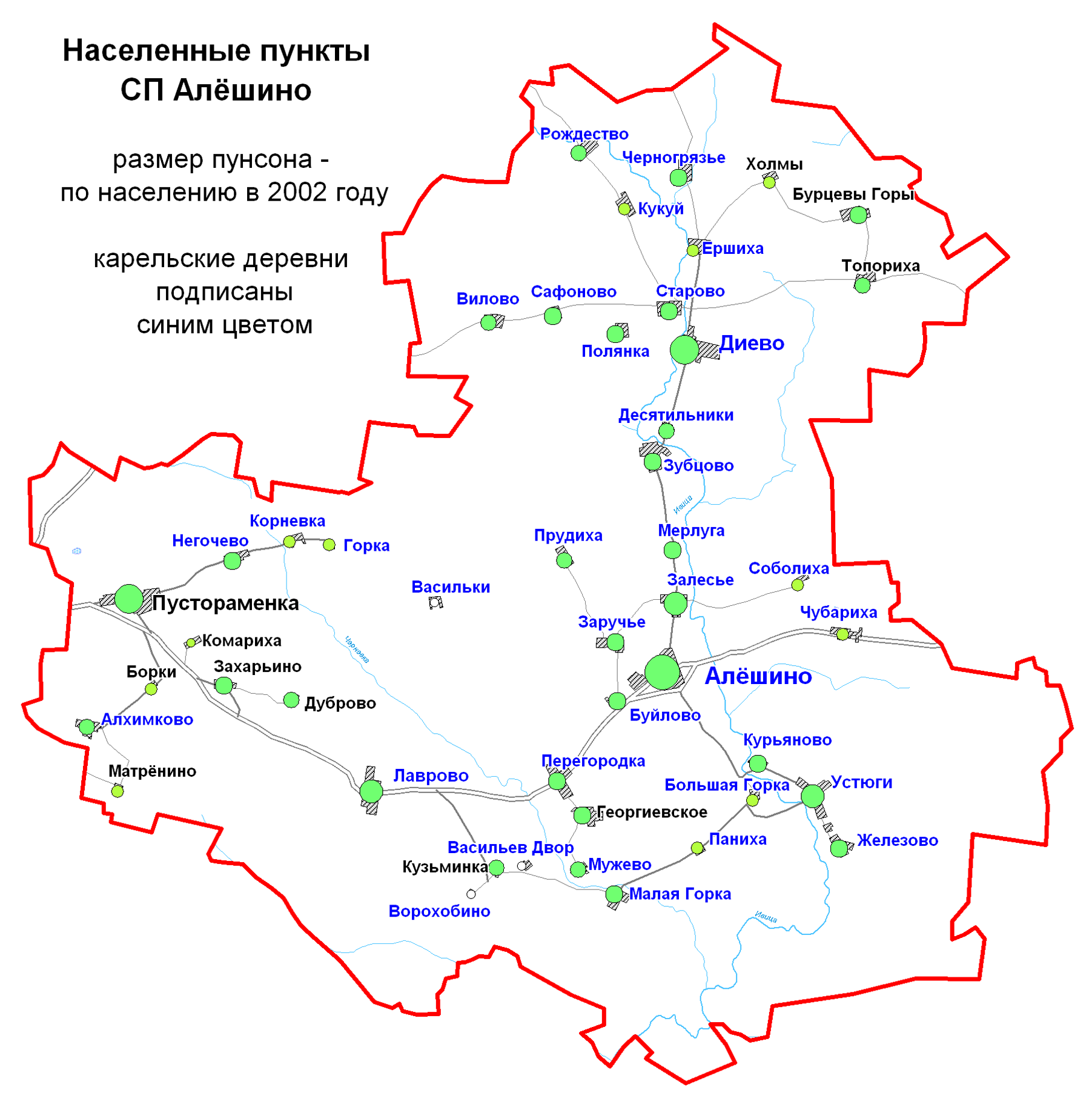
Населенные пункты СП Алёшино

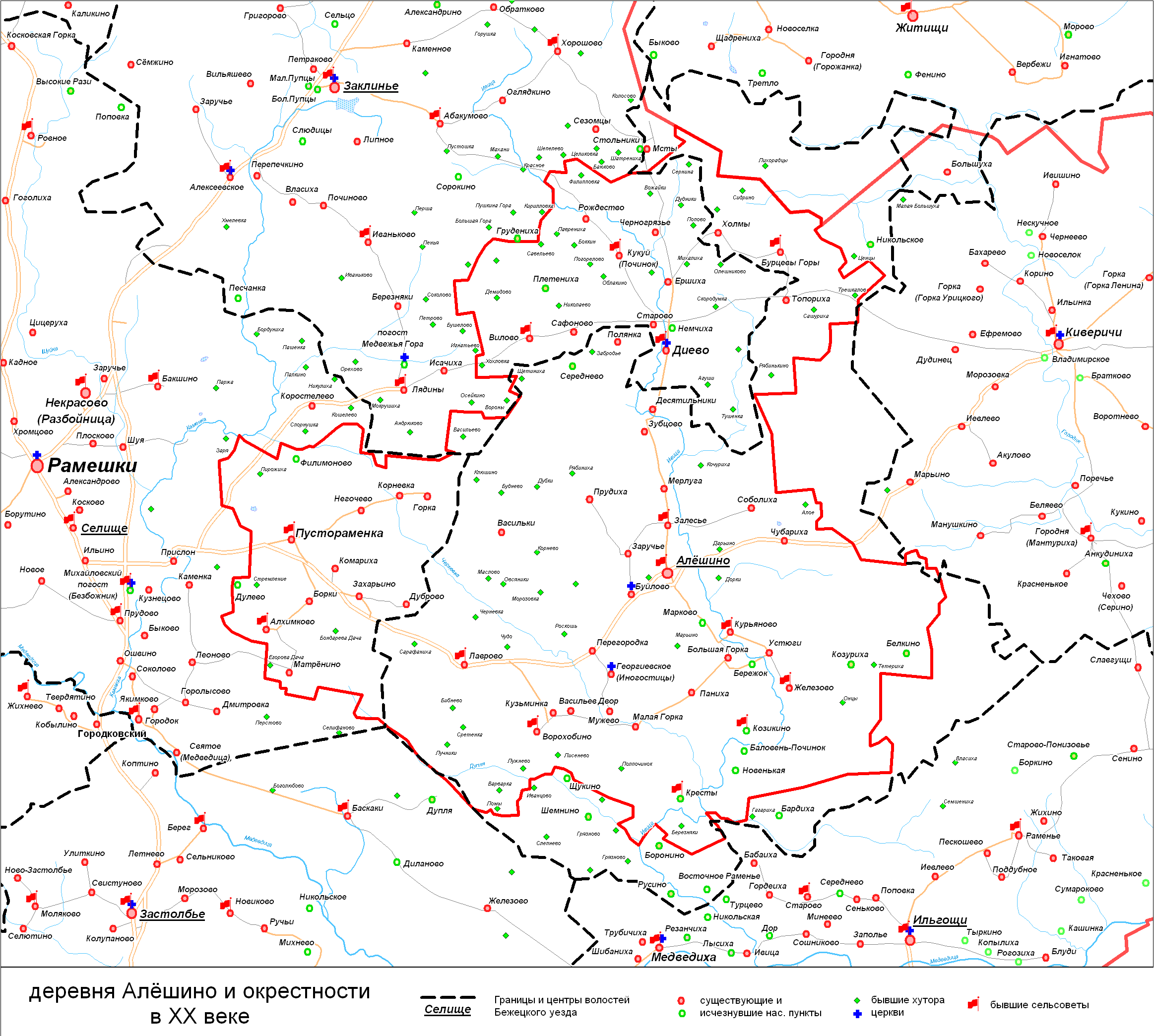

| №  | Населённый пункт | Тип населённого пункта          | Население |
| -- | ---------------- | ------------------------------- | --------- |
| 1  | Алёшино          | деревня, административный центр | ↗282      |
| 2  | Алхимково        | деревня                         | ↗15       |
| 3  | Большая Горка    | деревня                         | →1        |
| 4  | Борки            | деревня                         | ↘0        |
| 5  | Буйлово          | село                            | ↗27       |
| 6  | Бурцевы Горы     | деревня                         | →8        |
| 7  | Васильев Двор    | деревня                         | →0        |
| 8  | Васильки         | деревня                         | ↘1        |
| 9  | Вилово           | деревня                         | ↘1        |
| 10 | Ворохобино       | деревня                         | →0        |
| 11 | Георгиевское     | село                            | →7        |
| 12 | Горка            | деревня                         | ↘1        |
| 13 | Десятильники     | деревня                         | ↘1        |
| 14 | Диево            | село                            | ↘159      |
| 15 | Дуброво          | деревня                         | ↘1        |
| 16 | Ершиха           | деревня                         | ↗5        |
| 17 | Железово         | деревня                         | ↗27       |
| 18 | Залесье          | деревня                         | ↘36       |
| 19 | Заручье          | деревня                         | ↗40       |
| 20 | Захарьино        | деревня                         | ↘17       |
| 21 | Зубцово          | деревня                         | ↘24       |
| 22 | Комариха         | деревня                         | →1        |
| 23 | Корневка         | деревня                         | ↘1        |
| 24 | Кузьминка        | деревня                         | ↘1        |
| 25 | Кукуй            | деревня                         | ↘0        |
| 26 | Курьяново        | деревня                         | ↗20       |
| 27 | Лаврово          | деревня                         | ↗86       |
| 28 | Малая Горка      | деревня                         | ↘25       |
| 29 | Матрёнино        | деревня                         | ↘0        |
| 30 | Мерлуга          | деревня                         | ↗7        |
| 31 | Мужево           | деревня                         | ↘1        |
| 32 | Негочево         | деревня                         | ↘21       |
| 33 | Паниха           | деревня                         | ↘1        |
| 34 | Перегородка      | деревня                         | ↗22       |
| 35 | Полянка          | деревня                         | ↘14       |
| 36 | Прудиха          | деревня                         | →5        |
| 37 | Пустораменка     | деревня                         | ↗276      |
| 38 | Рождество        | деревня                         | ↘1        |
| 39 | Сафоново         | деревня                         | ↘1        |
| 40 | Соболиха         | деревня                         | →1        |
| 41 | Старово          | деревня                         | ↗25       |
| 42 | Топориха         | деревня                         | ↘6        |
| 43 | Устюги           | деревня                         | ↘67       |
| 44 | Холмы            | деревня                         | ↘1        |
| 45 | Черногрязье      | деревня                         | ↗10       |
| 46 | Чубариха         | деревня                         | →1        |

### Упразднённые населённые пункты
На территории поселения исчезли деревни: Белкино, Баловень-Починок, Козикино, Козуриха, Кресты, Марково, Новенькая, Плетениха, Середнево; хутора Алое, Дарьино, Маслово, Филимоново и другие.

## Экономика
Основу экономики составляли четыре сельхозпредприятия: колхоз «Родина» (центр д. Алешино), колхоз «Мир» (центр с. Диево), колхоз «Победа» (центр д. Пустораменка) и совхоз «Ивицкий» (центр д. Устюги).

## Известные люди
- В деревне Кресты (ныне не существующей) родился Пётр Антонович Бочин — лётчик, Герой Советского Союза.
- В деревне  Зубцово родился  Шапкин, Иван Сергеевич —  советский военачальник, гвардии генерал-майор.